# Lentigo (geslacht)
Lentigo is een geslacht van weekdieren uit de klasse van de Gastropoda (slakken).

## Soorten
- Lentigo lentiginosus (Linnaeus, 1758)
- Lentigo pipus (Röding, 1798)